# امامزاده ابوسعید
امامزاده ابوسعید مربوط به سده‌های متأخر دوران‌های تاریخی پس از اسلام است و در شهرستان گرمسار، بخش آرادان، دهستان یاتری، روستای پاده، انتهای روستای بعد از تکیه واقع شده و این اثر در تاریخ ۲۲ آبان ۱۳۸۶ با شمارهٔ ثبت ۲۰۱۶۵ به‌عنوان یکی از آثار ملی ایران به ثبت رسیده است.